# Ландро, Микаэль
Микаэ́ль Венса́н Андре́-Мари́ Ландро́ (фр. Mickaël Vincent André-Marie Landreau; род. 14 мая 1979 года, Машкуль, Франция) — французский футболист, вратарь. Серебряный призёр чемпионата мира (2006), двукратный обладатель Кубка конфедераций (2001, 2003). В настоящее время — футбольный тренер.

## Клубная карьера
Ландро вырос в футбольной школе «Нанта» и долгое время был его основным вратарём. Его дебют пришёлся на матч с «Бастией» в 1996 году и закончился вничью 0:0. Через 3 года голкипер выиграл со своим клубом Кубок Франции, а спустя сезон стал его двукратным обладателем. Самый счастливый момент в карьере Ландро наступил, пожалуй, в 2001 году, когда «Нант» стал чемпионом Франции.
В сезоне 2005/06 отыграл свой последний год в родном клубе и покинул его в связи с окончанием контракта и желанием выступать на более высоком уровне. За «Нант» Ландро провёл 335 матчей в чемпионате Франции. Он подписал четырёхлетнее соглашение со столичным «Пари Сен-Жермен» и стал его капитаном, с тех пор регулярно играя за парижан.
29 июня 2009 года перешёл в «Лилль», подписав трёхлетний контракт. 6 декабря 2012 года Ландро и «Лилль» расторгли контракт по обоюдному согласию сторон из-за высокой зарплаты вратаря.
23 декабря 2012 Ландро подписал полугодичный контракт с «Бастией», который впоследствии продлил. 4 декабря 2013 Ландро установил новый рекорд Лиги 1 по количеству сыгранных матчей — 603 игры за карьеру в чемпионате Франции.
12 мая 2014 года объявил о завершении карьеры. Является рекордсменом Лиги 1 по количеству проведенных матчей (618).

## Карьера в сборной
Ландро провёл несколько матчей за молодёжную сборную, в составе которой поехал на чемпионат мира в 1997 году. За главную национальную команду Ландро провёл чуть более десяти матчей, оставаясь в тени Фабьена Бартеза и Грегори Купе. Несмотря на это, он взял себе первый номер на ЧМ-2006, и, хотя не провёл там ни одного матча, стал серебряным призёром первенства.

## Стиль игры
Ландро обладал отличной реакцией, часто выручал команду после выхода один на один и являлся специалистом по отражению одиннадцатиметровых ударов. За свою карьеру француз отбил более 30 пенальти.

## Достижения
«Нант»
- Чемпион Франции: 2001
- Обладатель Кубка Франции: 1999, 2000, 2001
- Обладатель Суперкубка Франции: 1999, 2001

«Лилль»
- Чемпион Франции: 2011
- Обладатель Кубка Франции: 2011

Сборная Франции
- Обладатель Кубка конфедераций: 2001, 2003
- Вице-чемпион мира: 2006